# Loch Ard
Loch Ard är en sjö i Storbritannien.   Den ligger i kommunen Stirling och riksdelen Skottland, i den nordvästra delen av landet, 600 km nordväst om huvudstaden London. Loch Ard ligger 35 meter över havet. Arean är 1,5 kvadratkilometer. I omgivningarna runt Loch Ard växer i huvudsak blandskog. Den sträcker sig 1,1 kilometer i nord-sydlig riktning, och 3,0 kilometer i öst-västlig riktning.